# Amylocystis
Amylocystis  is een geslacht van schimmels behorend tot de familie Dacryobolaceae. De typesoort is Amylocystis lapponica.

## Soorten
Het geslacht telt twee soorten:
| Soortnaam             | Auteur(s)                    | Publicatiejaar |
| --------------------- | ---------------------------- | -------------- |
| Amylocystis lapponica | (Romell) Bondartsev & Singer | 1944           |
| Amylocystis unicolor  | T. Hatt.                     | 2003           |